# 13 mai 1908
Le mercredi 13 mai 1908 est le 134e jour de l'année 1908.

## Naissances
- Alphonse Kahn (mort le 30 juillet 1985), homme politique allemand
- Dominique Tang Yi-ming (mort le 27 juin 1995), prêtre jésuite chinois
- Ji Xingwen (mort le 23 août 1958), général de l'Armée nationale révolutionnaire en République de Chine
- Joseph Beraudo (mort le 18 juillet 1958), joueur de football français

## Autres événements
- le château du Haut-Koenigsbourg est rénové à Saint-Hippolyte (Haut-Rhin) et inauguré par l'empereur d'Allemagne